# Федорцевский сельсовет (Московская область)
Федорцевский сельсовет — упразднённая административно-территориальная единица, существовавшая на территории Московской губернии и Московской области до 1954 года.
Федорцевский сельсовет был образован в первые годы советской власти. По данным 1922 года он входил в состав Федорцевской волости Сергиевского уезда Московской губернии.
В 1924 году Федорцевский с/с был присоединён к Макарьевскому с/с, но уже в 1927 году восстановлен.
В 1929 году Федорцевский с/с был отнесён к Константиновскому району Кимрского округа Московской области.
17 июля 1939 года к Федорцевскому с/с были присоединены селения Демидово и Полубарское упразднённого Полубарского с/с.
14 июня 1954 года Федорцевский с/с был упразднён. При этом его территория была передана в Заболотьевский с/с.